# Santa Barbara (kommun), Chile
Santa Barbara är en kommun i Chile.   Den ligger i provinsen Provincia de Biobío och regionen Región del Biobío, i den södra delen av landet, 500 km söder om huvudstaden Santiago de Chile.
I omgivningarna runt Santa Barbara växer i huvudsak blandskog. Runt Santa Barbara är det mycket glesbefolkat, med 6 invånare per kvadratkilometer.